# جیووانی گاویو
جیووانی فارینازو گاویو (به پرتغالی: Giovane Farinazzo Gavio) معروف به جیووانی (زاده ۷ سپتامبر ۱۹۷۰) مربی والیبال اهل برزیل و بازیکن سابق تیم ملی والیبال برزیل است. گاویو به همراه تیم مل برزیل را تجربه نمود. گاویو به همراه تیم ملی برزیل مدال طلا بازی های المپیک تابستانی ۱۹۹۲ و بازی های المپیک تابستانی ۲۰۰۴ را به دست آورد و در لیگ جهانی ۲۰۰۳ و ۲۰۰۴ مدال طلا و ۲۰۰۲ مدال نقره را کسب نمود. گاویو در سال ۲۰۰۲ مدال طلا قهرمانی جهان و در سال ۲۰۰۳ مدال طلا جام جهانی را به گردن آویخت. گاویو از سال ۱۹۹۴ تا ۲۰۰۴ عضو تیم ملی والیبال برزیل بود.

## جوایز فردی
- باارزش‌ترین بازیکن لیگ جهانی ۱۹۹۳
- بهترین اسپک زن جام جهانی ۲۰۰۳